# Michael Ignatieff

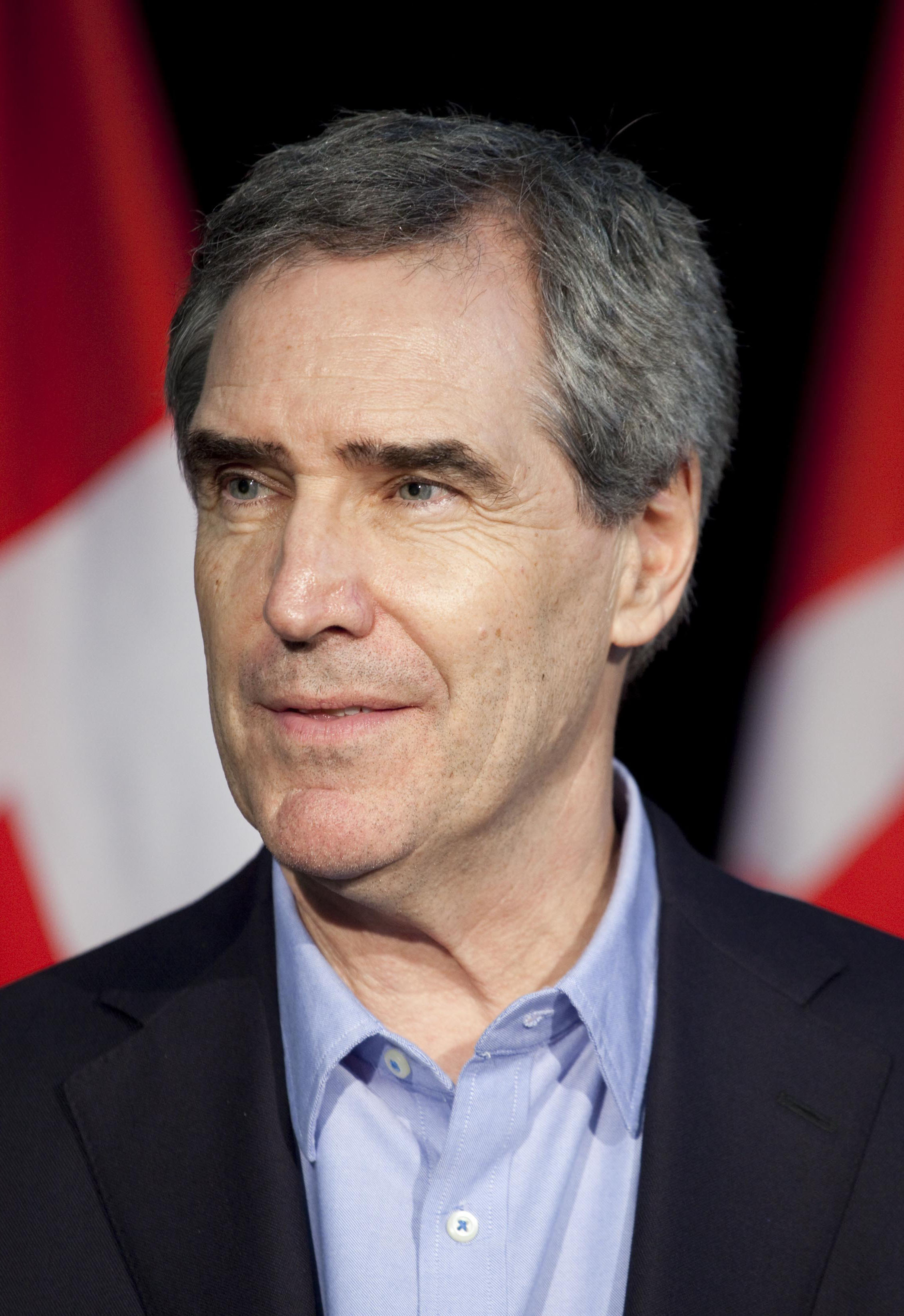
Michael Ignatieff (2011)

Michael Grant Ignatieff [ˈmaɪkəl grɑ:nt ɪɡˈnɑːtʃəf] (* 12. Mai 1947 in Toronto, Ontario) ist ein kanadischer Historiker, Autor, Journalist und Politiker. Von 2008 bis 2011 war er der Vorsitzende der Liberalen Partei Kanadas und somit Oppositionsführer.
Ignatieff schrieb nach einigen Jahren Forschungstätigkeit Romane und politische Reportagen. Daneben arbeitete er als Publizist und als politischer Kommentator für die British Broadcasting Corporation. Vor seinem Einstieg in die Politik war er darüber hinaus Professor an der University of Cambridge, der University of Oxford, der Harvard University und der University of Toronto. Von 2016 bis 2021 war er Rektor der Central European University.
Im Januar 2006 wurde Ignatieff im Wahlkreis Etobicoke—Lakeshore im Südwesten Torontos ins kanadische Unterhaus gewählt. Im Dezember desselben Jahres bewarb er sich um das Amt des Parteivorsitzenden, unterlag aber im vierten Wahlgang Stéphane Dion. Die Unterhauswahl im Oktober 2008 endete unter Dions Führung mit einer Niederlage der Liberalen, woraufhin dieser zurücktrat und Ignatieff übergangsweise zum Vorsitzenden ernannt wurde. Der Parteitag im Mai 2009 bestätigte diese Ernennung. Bei der Unterhauswahl im Mai 2011 unterlag er in seinem Wahlkreis, woraufhin er seinen Rücktritt als Parteivorsitzender ankündigte.

## Biografie

### Familiärer Hintergrund
Michael Ignatieff ist der ältere Sohn des in Russland geborenen kanadischen Diplomaten George Ignatieff und dessen Ehefrau Jessie Grant. Die Vorfahren seiner Mutter sind schottisch-englischer Herkunft und lassen sich bis ins späte 18. Jahrhundert in Nova Scotia zurückverfolgen. Seine beiden Urgroßväter mütterlicherseits sind George Monro Grant, Dekan der Queen’s University, und der Autor George Robert Parkin, sein Onkel ist der Philosoph George Grant.
Väterlicherseits entstammt Ignatieff dem russischen Adel. Sein Großvater Pawel Ignatjew war Bildungsminister unter Zar Nikolaus II., dessen Ruf als liberaler Reformer ihn vor der Verfolgung der Bolschewiken verschonte. Sein Urgroßvater war Nikolai Ignatjew, Innenminister unter Zar Alexander II., der maßgeblich zur Unabhängigkeit Bulgariens beitrug. Über die Ehefrau des letzteren stammt Ignatieff von Feldmarschall Michail Kutusow ab.
In seinen Büchern The Russian Album und True Patriot Love nimmt Ignatieff ausführlich Stellung zu seinen zahlreichen bekannten Vorfahren, wobei er jedoch Ethnozentrismus und russischen Nationalismus entschieden ablehnt. Ignatieff ist russisch-orthodox; er spricht fließend Englisch und Französisch (mit einem französischen statt einem Québecer Akzent). Ignatieff ist seit 1999 mit der gebürtigen Ungarin Zsuzsanna Zsohar verheiratet. Aus seiner ersten, von 1977 bis 1998 dauernden Ehe mit der Engländerin Susan Barrowclough hat er einen Sohn und eine Tochter.

### Jugend und Studium
Da Vater George Ignatieff als Diplomat an verschiedenen Orten im Ausland arbeitete, zog die Familie häufig um. Als er elf Jahre alt war, wurde Michael Ignatieff zurück nach Toronto geschickt, wo er das Upper Canada College als Internatsschüler besuchte. Er war dort Präsident des Schülerrates, Kapitän der Fußballmannschaft und Chefredakteur des Jahrbuches. Bei der Unterhauswahl 1965 half er beim Wahlkampf des liberalen Kandidaten im Wahlbezirk York South. 1968 war er in der Jugendorganisation der Liberalen Partei tätig und unterstützte als Parteitagsdelegierter die Wahl von Pierre Trudeau zum neuen Vorsitzenden.
Nach dem Schulabschluss studierte Ignatieff Geschichte am Trinity College der University of Toronto. Im vierten Jahr teilte er sich ein Zimmer mit Bob Rae, dem späteren Premierminister der Provinz Ontario. Ignatieff setzte sein Studium an der University of Oxford fort, wo er maßgeblich vom Historiker und Philosophen Isaiah Berlin beeinflusst wurde, über den er später eine Biografie schrieb. Während seiner Zeit in Toronto arbeitete Ignatieff 1964/65 Teilzeit für die Zeitung The Globe and Mail. 1976 erhielt er an der Harvard University den Doktortitel für Geschichte (Ph.D.).

### Wissenschaftliche und journalistische Tätigkeit
Von 1976 bis 1978 war Ignatieff Assistenzprofessor an der University of British Columbia. Daraufhin zog er nach Großbritannien, wo er bis 1984 am King’s College in Cambridge forschte. Anschließend war er in London verstärkt als Autor und Journalist tätig, während dieser Zeit reiste er viel. Er dozierte an verschiedenen Universitäten in Europa und Nordamerika und lehrte an der University of Oxford, der University of London, der London School of Economics, der University of California sowie in Frankreich.
Als Ignatieff in Großbritannien lebte, wurde er einer breiteren Öffentlichkeit als Fernseh- und Radiomoderator bekannt. Unter anderem moderierte er Voices auf Channel 4 sowie die Diskussionssendung Thinking About und die Kultursendung The Late Show auf BBC Two. 1993 wurde die von ihm produzierte mehrteilige Dokumentation Blood and Belonging: Journeys into the New Nationalism ausgestrahlt. Von 1990 bis 1993 war er auch Kolumnist für die Zeitung The Observer.
Von 2000 bis 2005 leitete Ignatieff als Direktor das Carr Center for Human Rights Policy an der John F. Kennedy School of Government der Harvard University. Nach seiner Zeit als Parlamentsabgeordneter wurde er 2012 Professor für internationale Beziehungen an der Munk School of Global Affairs der University of Toronto. Von 2012 bis 2015 hatte er außerdem den Centennial Chair am Carnegie Council for Ethics in International Affairs in New York inne. Zugleich kehrte er 2013 auf seine Professur an der Harvard Kennedy School zurück und wurde dort 2014 Edward R. Murrow Professor of the Practice of the Press, Politics and Public Policy. Von 2016 bis 2021 war er Präsident und Rektor der Central European University in Budapest und (seit 2019) Wien.

### Karriere als Politiker
2004 reisten zwei Vertreter der Liberalen Partei nach Cambridge (Massachusetts). Sie überzeugten Ignatieff (der inzwischen weitherum bekannt war), nach Kanada zurückzukehren, bei der nächsten Unterhauswahl zu kandidieren und eventuell den Parteivorsitz zu übernehmen, falls Paul Martin zurücktreten sollte. Noch monatelangen Gerüchten und wiederholten Dementis bestätigte Ignatieff im November 2005, dass er bei der Unterhauswahl 2006 antreten werde und deshalb im Wahlbezirk Etobicoke—Lakeshore in Toronto die Nomination als Kandidat der Liberalen anstrebe.
Einige Mitglieder ukrainischer Herkunft der Wahlbezirksorganisation wandten sich gegen die Nomination, da Ignatieff im Buch Blood and Belonging, in dem er unter anderem die Vorurteile von Russen gegenüber Ukrainern anspricht, angeblich anti-ukrainisch geäußert habe. Andere Kritiker bemängelten, dass Ignatieff über 30 Jahre lang im Ausland gelebt und sich selbst oft als Amerikaner bezeichnet habe. Es gab zwei andere Kandidaten, doch wurde diese wegen Formfehler ausgeschlossen. Am 23. Januar 2006 erzielte Ignatieff in seinem Wahlbezirk mit 43,6 % der Stimmen das beste Ergebnis und zog als Abgeordneter ins Unterhaus ein.
Die Liberale Partei verlor ihren Status als stärkste Kraft und ging in die Opposition. Paul Martin gab seinen bevorstehenden Rücktritt als Parteivorsitzender bekannt. Am 7. April 2006 gab Ignatieff seine Kandidatur um dessen Nachfolge bekannt und wurde dabei von zahlreichen Abgeordneten und ehemaligen Ministern unterstützt. Zu Beginn des vom 29. November bis 1. Dezember 2006 stattfindenden Parteikongresses in Montreal galt Ignatieff als Favorit und lag dementsprechend im ersten und zweiten Wahlgang vorne. Im dritten Wahlgang fiel er jedoch hinter Stéphane Dion zurück. Schließlich wurde Dion im vierten Wahlgang eher überraschend zum Vorsitzenden gewählt, nachdem der zuletzt ausgeschiedene Kandidat Bob Rae sich auf dessen Seite geschlagen hatte. Dion ernannte Ignatieff am 18. Dezember zu seinem Stellvertreter.
Die Liberalen verloren bei der vorgezogenen Neuwahl am 14. Oktober 2008 weitere Stimmen und Wähleranteile und erzielten das schlechteste Ergebnis in ihrer Geschichte. Einen Monat später erklärte Ignatieff, er stehe erneut als Kandidat für den Parteivorsitz zur Verfügung. Als die Liberale Partei mit den anderen Oppositionsparteien eine Übereinkunft schlossen, eine Koalition zu bilden und die konservative Minderheitsregierung zu stürzen, gab Ignatieff nur sehr zögerlich seine Zustimmung. Premierminister Stephen Harper vermied seinen Sturz durch ein Misstrauensvotum, indem er Generalgouverneurin Michaëlle Jean um die Aussetzung der Parlamentsarbeit bis Ende Januar 2009 bat. Daraufhin erklärte Dion, der bei einem Regierungswechsel neuer Premierminister geworden wäre, er bleibe nur noch so lange im Amt, bis ein neuer Vorsitzender gewählt worden sei.
Zwei anderen Kandidaten zogen sich zurück, so dass nur noch Ignatieff übrig blieb. Er wurde am 10. Dezember von der Parlamentsfraktion formell zum neuen Vorsitzenden der Liberalen Partei bestimmt und übernahm damit auch die Rolle des Oppositionsführers. Am 2. Mai 2009 fand in Vancouver ein außerordentlicher Parteitag der Liberalen statt. 97 % der Delegierten bestätigten Ignatieffs Wahl zum Vorsitzenden.
Am 25. März 2011 brachte Ignatieff ein Misstrauensvotum gegen die konservative Minderheitsregierung von Stephen Harper ein, das mit 156 zu 145 Stimmen erfolgreich war. Allerdings verzeichneten die Liberalen das schlechteste Ergebnis ihrer Geschichte und wurden nur noch drittstärkste Kraft. Bei der Wahl am 2. Mai 2011 unterlag Ignatieff in seinem Wahlkreis dem Konservativen Bernard Trottier. Am darauf folgenden Tag gab er bekannt, er werde als Vorsitzender zurücktreten. Dies geschah schließlich am 25. Mai, als Bob Rae zum interimistischen Vorsitzenden gewählt wurde.

## Literarisches Werk
Der British Council bezeichnet Ignatieff als „außergewöhnlich vielseitigen Autor“, sowohl was den Stil als auch die gewählten Themen betrifft. Seine Romane Asya, Scar Tissue und Charlie Johnson in the Flames handeln vom Leben und den Reisen eines russischen Mädchens, das Leiden einer Mutter an einer Nervenkrankheit und die Erinnerungen, die einen Journalisten in Kosovo verfolgen. In allen drei Werken sind Elemente von Ignatieffs eigener Biographie enthalten; beispielsweise arbeitete er als Journalist in Kosovo und in Kurdistan. In seinen historischen Memoiren The Russian Album erforscht er die Geschichte seiner Vorfahren in Russland, deren Mühen und schließlich deren Emigration als Ergebnis der Oktoberrevolution.
A Just Measure of Pain, Ignatieffs erstes veröffentlichtes Werk als Historiker, ist eine Geschichte des Strafvollzugs während der industriellen Revolution. Seine Biographie von Isaiah Berlin verdeutlicht den Einfluss, den dieser Philosoph auf ihn hatte. Philosophische Werke sind unter anderem The Needs of Strangers und The Rights Revolution, die stark von Isaiah Berlin beeinflusst sind. Diese wiederum beeinflussen Ignatieffs politische Sachbücher über nationale Selbstbestimmung und die Imperative demokratischer Selbstverwaltung. Blood and Belonging erforscht die Gemeinsamkeiten des Nationalismus in Jugoslawien und Nordirland. Dieses Buch ist das erste einer Trilogie über moderne Konflikte: Warrior’s Honour handelt von ethnisch motivierten Konflikten, unter anderem in Afghanistan und Ruanda, während Virtual War die Probleme der modernen Friedenssicherung beschreibt, mit besonderem Augenmerk auf die Präsenz der NATO in Kosovo.
In The Rights Revolution, identifiziert Ignatieff in Kanadas Haltung gegenüber Menschenrechten drei Aspekte, welche die Kultur des Landes beeinflussen: 1) In Fragen der Moral ist das kanadische Recht säkular und ähnelt mehr den europäischen als den amerikanischen Standards; 2) Kanadas politische Kultur ist demokratisch-sozial und Kanadier betrachten es als selbstverständlich, dass die Bürger Anrecht auf kostenlose Gesundheitsversorgung und Unterstützung durch den Staat haben; 3) Kanadier legen besonderen Wert auf Rechte von Gruppen, was beispielsweise in den Sprachgesetzen in Québec in Verträgen mit den Ureinwohnern zum Ausdruck kommt.
Ignatieff hat vielfach über internationale Zusammenarbeit, Friedenssicherung und die Verantwortung der westlichen Welt geschrieben. In Empire Lite kritisiert er die Strategie des geringen Risikos, das die NATO im Kosovokrieg und während des Völkermords in Ruanda praktizierte, und fordert eine aktivere Beteiligung von Bodentruppen westlicher Staaten in zukünftigen Konflikten in Entwicklungsländern. Dabei versucht er sich von Neokonservatismus abzugrenzen, da die Art von Interventionen, die ihm vorschweben, altruistisch motiviert seien.
Basierend auf dieser Meinung war Ignatieff zunächst ein prominenter Befürworter des Irakkriegs. Die Vereinigten Staaten hätten eine von freien Märkten, Menschenrechten und Demokratie geprägte globale Hegemonie geschaffen, die von der größten Militärmacht der Welt durchgesetzt werde. Saddam Husseins Sturz sei daher im Interesse der internationalen Sicherheit und der Menschenrechte. Ignatieff war davon überzeugt, der Irak stelle Massenvernichtungswaffen her. Außerdem seien die Übergriffe gegen Schiiten und Kurden Grund genug, im Irak zu intervenieren. Angesichts der Verfehlungen der Regierung von George W. Bush begann Ignatieff seine Meinung zu ändern und leistete schließlich im August 2007 Abbitte für seine früheren Fehleinschätzungen: „Die sich ausbreitende Katastrophe im Irak hat die politische Beurteilung eines Präsidenten verdammt, doch sie hat auch die Beurteilung vieler anderer verdammt, mich inbegriffen, die als Kommentatoren die Invasion unterstützt hatten.“ Ignatieff bezeichnete seinen Fehler als „typisch für Akademiker und Intellektuelle“.

## Würdigung und Auszeichnungen
Ignatieff ist ein anerkannter Historiker, der mehrere Bücher über internationale Beziehungen und Nationenbildung geschrieben hat. Seine Romane und Sachbücher wurden in zwölf Sprachen übersetzt, auch schrieb er Artikel für renommierte Zeitungen wie The Globe and Mail und The New York Times. Das kanadische Nachrichtenmagazin Maclean’s zählt Ignatieff zu den einflussreichsten Personen der kanadischen Gesellschaft. Sein Buch The Russian Album über die Geschichte seiner Familie im Russland des 19. Jahrhunderts wurde 1987 mit dem Governor General’s Award als bestes Sachbuch sowie mit dem Heinemann Prize der britischen Royal Society of Literature ausgezeichnet. Zwei weitere Nominierungen erhielt er 1998 für die Biographie von Isaiah Berlin. 2000 wurde er für Virtual War: Kosovo and Beyond mit dem Orwell Prize als bestes politisches Sachbuch ausgezeichnet.
Blood and Belonging: Journeys into the New Nationalism, ein Werk über die Gefahren des Nationalismus in der Zeit nach dem Kalten Krieg, erhielt 1994 den Lionel Gelber Prize der University of Toronto. Es basierte auf der 1993 von ihm produzierten gleichnamigen Fernsehserie, die 1993 den Gemini Award erhielt. Die Zeitschrift "Literary Review of Canada" wertete dieses Buch im Jahr 2016 als eines von 25 Büchern, die in Kanada in den letzten 25 Jahre am einflussreichsten gewesen sind.
The Lesser Evil: Political Ethics in an Age of Terror, ein philosophisches Werk, das die Situation der Menschenrechte in der Welt nach dem 11. September 2001 analysiert, war für den Lionel Gelber Prize nominiert; es erhielt beträchtliche Aufmerksamkeit für den Versuch, die demokratischen Ideale der liberalen westlichen Gesellschaften mit den Einschränkungen in Einklang zu bringen, die der Krieg gegen den Terror mit sich bringt. Der Roman Scar Tissue war für den Booker Prize nominiert.
2019 erhielt Ignatieff einen Dan-David-Preis. 2024 wurde er mit dem Prinzessin-von-Asturien-Preis in der Kategorie "Sozialwissenschaften" ausgezeichnet.

## Politische Positionen

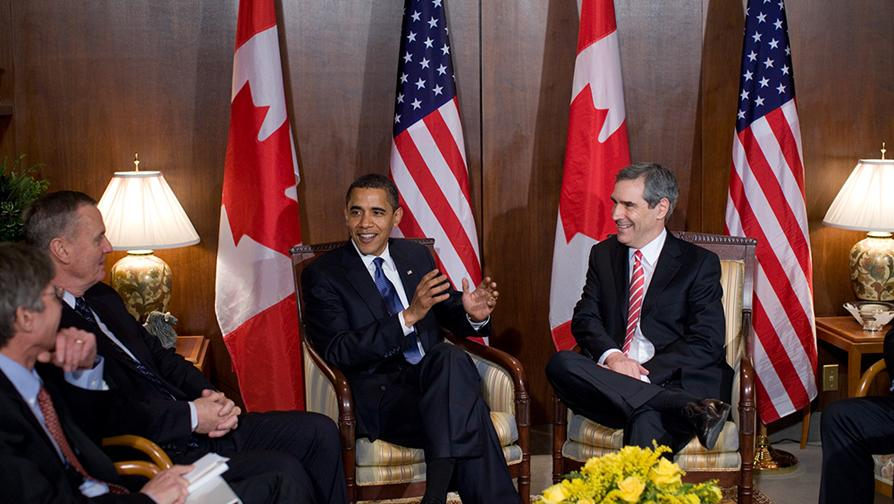
Ignatieff trifft Barack Obama (Februar 2009)

Ignatieff argumentierte, westliche Demokratien müssten „kleinere Übel“ wie unbefristete Inhaftierung von Verdächtigen, gezielte Attentate und Präventivkriege in Kauf nehmen, um das „große Übel“ des Terrorismus zu bekämpfen. Westliche Gesellschaften müssten ihre demokratischen Institutionen stärken, um zu verhindern, dass diese „kleineren Übel“ genauso gefährlich würden wie die Gefahren, die sie abwenden sollten. Prominente Menschenrechtsaktivisten kritisierten diese Haltung, da sie eine Form der moralischen Sprache schaffe, die Folter rechtfertige. Ignatieff stellte später klar, dass er ein umfassendes Verbot von Folter unterstütze.
Nach seiner Wahl ins Unterhaus war Ignatieff einer der wenigen Oppositionspolitiker, der den Einsatz kanadischer Truppen im Rahmen der Unterstützungsmission der Vereinten Nationen in Afghanistan unterstützte. Premierminister Stephen Harper, der nicht über eine Mehrheit verfügte, ersuchte im Mai 2006 um eine Verlängerung der Stationierung. Während der Debatte drückte Ignatieff seine „unmissverständliche Unterstützung für die Truppen in Afghanistan, die Mission, und auch die Erneuerung der Mission“ aus. Er argumentierte, der Einsatz teste den Erfolg von Kanadas Übergang vom „Friedenssicherungs-Paradigma zum Friedenserzwingungs-Paradigma“, wobei letzteres „militärische, aufbauende und humanitäre Anstrengungen“ verbinde. Die liberale Fraktion war gespalten: 24 befürworteten die Verlängerung, 66 waren dagegen und 12 enthielten sich der Stimme. Von den damaligen Kandidaten um den Parteivorsitz waren Ignatieff und Scott Brison dafür. Die Vorlage wurde mit 149 zu 145 Stimmen äußerst knapp angenommen. In einem nachfolgenden Wahlkampfauftritt bestätigte Ignatieff seine Ansichten über die Mission in Afghanistan: „Betreffend Afghanistan müssen die Kanadier verstehen, dass die Ära der Friedenssicherung wie zu Zeiten von Lester Pearson lange vorbei ist.“

## Werke
Sachbücher:
- A Just Measure of Pain: Penitentiaries in the Industrial Revolution, Pantheon Books, New York 1978, ISBN 0-394-41041-6
- als Herausgeber zusammen mit István Hont: Wealth and Virtue: The Shaping of Political Economy in the Scottish Enlightenment, Cambridge University Press, Cambridge 1983, ISBN 0-521-31214-0
- The Needs of Strangers (1984)
  - deutsch: Wovon lebt der Mensch. Was es heißt, auf menschliche Weise in Gesellschaft zu leben, übersetzt von Hans Jörg Friedrich, Rotbuch, Berlin 1993, ISBN 3-88022-799-3
- mit A. Voznesenskij The Russian Album, Russkij al'bom:semejnaja chronika, Žurnal Neva, Sankt Petersburg 1987, ISBN 5-87516-060-8
- Blood and Belonging: Journeys Into the New Nationalism (1994)
  - deutsch: Reisen in den neuen Nationalismus, übersetzt von Werner Schmitz, Suhrkamp, Frankfurt am Main 1996, ISBN 3-518-39139-9
- Warrior’s Honour: Ethnic War and the Modern Conscience (1997)
  - deutsch: Die Zivilisierung des Krieges. Ethnische Konflikte, Menschenrechte und Medien, Rotbuch, Hamburg 2000, ISBN 3-434-53071-1
- Isaiah Berlin: A Life (1998)
  - deutsch: Isaiah Berlin: Ein Leben, übersetzt von Michael Müller, Bertelsmann, München 2000, ISBN 3-570-15073-9
- Virtual War: Kosovo and Beyond, Picador, New York 2001, ISBN 0-312-27835-7
  - deutsch: Virtueller Krieg. Kosovo und die Folgen, Rotbuch, Hamburg 2001, ISBN 3-434-53085-1
- The Rights Revolution (2000)
- Human Rights as Politics and Idolatry, Princeton University Press, Princeton, N.J. 2001, ISBN 0-691-11474-9
  - deutsch: Die Politik der Menschenrechte, übersetzt von Ilse Utz, Europäische Verlagsanstalt, Hamburg 2002, ISBN 3-434-50527-X
- Empire Lite: Nation-Building in Bosnia, Kosovo and Afghanistan, Vintage, London 2004
  - deutsch: Empire "light", Europäische Verlagsanstalt, Hamburg 2003, ISBN 3-434-50567-9
- The Lesser Evil: Political Ethics in an Age of Terror, Edinburgh University Press, Edinburgh 2004, ISBN 0-7486-1872-4
  - deutsch: Das kleinere Übel. Politische Moral in einem Zeitalter des Terrors, Philo, Hamburg und Berlin 2005, ISBN 3-86572-524-4
- American Exceptionalism and Human Rights, Princeton University Press, Princeton, N.J. 2005, ISBN 0-691-11648-2
- After Paradise (2007)
- True Patriot Love (2009)
- On Consolation: Finding Solace in Dark Times. Picador, London 2021, ISBN 978-1-5290-5378-4.

Romane:
- Asya (1991)
  - deutsch: Asja, übersetzt von Werner Schmitz, Insel, Frankfurt am Main 1992, ISBN 978-3-4581-6333-6.
- Scar Tissue (1993)
  - deutsch: Die Lichter auf der Brücke eines sinkenden Schiffs. Geschichte einer Familie, übersetzt von Werner Schmitz, Insel, Frankfurt am Main 1995, ISBN 3-458-16684-X
- Charlie Johnson in the Flames (2005)

Drehbücher:
- Onegin (1999, mit Peter Ettedgui)
- Nineteen Nineteen (1985, mit Hugh Brody)